# 石附弘
石附 弘（いしづき ひろし、1945年 - ）は、日本の警察官僚。日本市民安全学会会長、公益財団法人国際交通安全学会評議員、公益財団法人交通事故総合分析センター監事。
内閣官房長官秘書官、長崎県警察本部長、防衛庁長官官房防衛審議官、調達実施本部副本部長、財団法人国際交通安全学会専務理事などを歴任した。

## 概要
東京都生まれの警察官僚である。一橋大学法学部を卒業し、警察庁に入庁した。内閣官房長官秘書官や長崎県警察本部長を経て、防衛庁に出向し調達実施本部副本部長などを歴任し、退官後は日本市民安全学会会長などを務めた。

## 経歴

### 生い立ち
東京都生まれ。1969年一橋大学法学部卒業、警察庁入庁。

### 警察官僚として

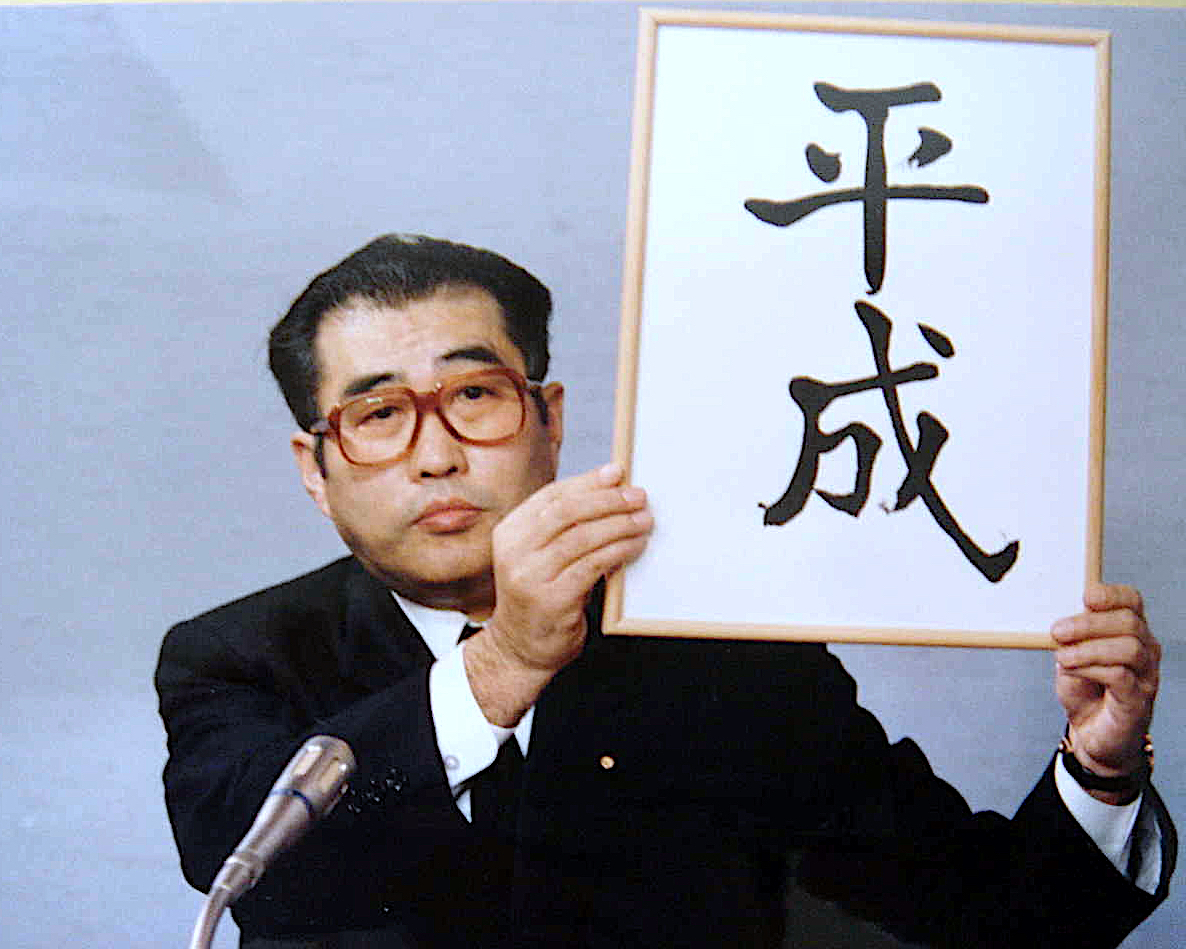
新元号を発表する内閣官房長官小渕恵三（1989年1月7日、総理大臣官邸にて）

石川県警察課長、福岡県警察課長、兵庫県警察課長、外務省在大韓民国日本国大使館書記官、後藤田正晴内閣官房長官秘書官、小渕恵三内閣官房長官秘書官、警察庁警備局外事第一課長、警察庁刑事局捜査第二課長、同暴力団対策第一課長、長崎県警察本部長、防衛庁長官官房防衛審議官、調達実施本部副本部長等を歴任した。平成の元号発表の際には、内閣官房の長官秘書官として、テレビカメラの前で台紙を示す方法を考案した。暴力団員による不当な行為の防止等に関する法律の施行に際しては、警察庁刑事局捜査第二課の課長として『朝まで生テレビ!』に出演し、会津小鉄会長の姜外秀らと論戦した。
退官後は、日本市民安全学会会長、国際交通安全学会専務理事、警察政策学会理事、国際交通安全学会評議員、交通事故総合分析センター監事、厚木市セーフコミュニティ専門委員、豊島区セーフコミュニティ専門委員、JST社会技術研究開発センター統合実装PJ推進アドバイザー、日本セーフティプロモーション学会理事、神奈川県警察ボランティアサポート連絡会委員長、マンションライフ継続支援協会副理事長、日本自動車殿堂顧問などを務めた。

## 監修
- 『危険!自動車運転中のスマホ事故発生のメカニズム 交通安全教育DVD一般（ドライバー）向け』映学社 2010年
- 『事故や事件から人を守る町を守る警察しょのはたらき 社会教育DVD （小学校中・高学年向け）』映学社 2017年